# Johan Rosén (ishockeyspelare)
Johan Rosén, född 26 februari 1967 i Arboga, är en svensk före detta ishockeyspelare (forward). 

## Biografi
Johan Rosén är äldre bror till ishockeyspelaren Roger Rosén. Efter att ha hjälpt till att spela upp Leksands IF till elitserien 2004/2005, slutade han med ishockey. Men han gjorde senare comeback med IFK Arboga säsongen 2006/2007 då klubben hade en ekonomisk kris som gjorde att många spelare lämnade klubben.
Säsongerna 2013/2014–2015/2016 var han assisterande tränare i Leksands IF. Den 23 november 2015 fick han tillsammans med huvudtränaren sparken från Leksand. Den 12 januari 2016 fick han en ny roll som assisterande tränare till Andreas Appelgren i Västerås Hockey.